# Soszów Wielki
Der Soszów Wielki / Velký Sošov (deutsch: Großer Soszów) ist ein Berg in Polen und Tschechien. Er liegt auf der Grenze der polnischen Stadt Wisła und der tschechischen Gemeinde Nýdek. Mit einer Höhe von 886 m ist er einer der niedrigeren Berge des Czantoria-Kamms der Schlesischen Beskiden. Der Berg ist ein beliebtes Touristenziel mit vielen Ausblicken auf die benachbarten Gebirge und das Tiefland.

## Tourismus
- Auf den Gipfel führen mehrere markierte Wanderwege von Wisła. Über den Gipfel führt der Beskiden-Hauptwanderweg.
- Auf der polnischen Seite unterhalb des Gipfels befindet sich die Berghütte Soszów Wielki sowie die Bergpension Zagroda Lepiarzówka.
- Auf der polnischen Seite befindet sich an den Osthängen das Skigebiet Soszów.